# Сан Бонифасио, Ел Насимијенто (Ангамакутиро)
Сан Бонифасио, Ел Насимијенто (шп. San Bonifacio, El Nacimiento) насеље је у Мексику у савезној држави Мичоакан у општини Ангамакутиро. Насеље се налази на надморској висини од 1695 м.

## Становништво
Према подацима из 2005. године у насељу су живела 2 становника.

### Хронологија
| Година       | 2000      | 2005 |
| ------------ | --------- | ---- |
| Становништво | 4 (2 / 2) | 2    |

### Попис
| # | Индикатор                        | Вредност |
| - | -------------------------------- | -------- |
| 1 | Укупно појединачних домаћинстава | 1        |